# Bois de Bettembourg
Bois de Bettembourg este o arie protejată (arie specială de conservare — SAC, sit de importanță comunitară — SCI) din Luxemburg întinsă pe o suprafață de 247 ha, integral pe uscat.

## Localizare
Centrul sitului Bois de Bettembourg este situat la coordonatele 49°32′45″N 6°05′30″E / 49.5458°N 6.0917°E.

## Înființare
Situl Bois de Bettembourg a fost declarat sit de importanță comunitară în august 2002 pentru a proteja 1 specie de plante și 9 specii de animale. Situl a fost protejat și ca arie specială de conservare în noiembrie 2009.

## Biodiversitate
Situată în ecoregiunea continentală, aria protejată conține 5 habitate naturale: Lacuri eutrofice naturale cu vegetație de tip Magnopotamion sau Hydrocharition, Liziere de ierburi înalte hidrofile de câmpie și de nivel montan până la alpin, Păduri de fag Asperulo-Fagetum, Păduri de stejar sau de stejar și carpen sub-atlantice și medio-europene de Carpinion betuli, Păduri aluvionare cu Alnus glutinosa și Fraxinus excelsior (Alno-Padion, Alnion incanae, Salicion albae).
La baza desemnării sitului se află mai multe specii protejate:
- plante (1): mușchi (Dicranum viride)
- păsări (7): uliu porumbar (Accipiter gentilis), ciocănitoarea de stejar (Dendrocopos medius), ciocănitoare neagră (Dryocopus martius), gaia neagră (Milvus migrans), ciocănitoare verzuie (Picus canus), ciocănitoarea verde (Picus viridis), turturică (Streptopelia turtur)
- mamifere (2): liliac cu urechi mari (Myotis bechsteinii), liliac comun (Myotis myotis)

Pe lângă speciile protejate, pe teritoriul sitului au mai fost identificate 3 specii de mamifere.